# محطة قطار ثورجارتون
محطة قطار ثورجارتون (بالإنجليزية: Thurgarton railway station)‏‏ هي محطة قطار في المملكة المتحدة، تُشغلها قطارات إيست ميدلاند. افتُتحت هذه المحطة في 1846، ويبلغ عدد مسارات أرصفتها 2.

## معرض صور

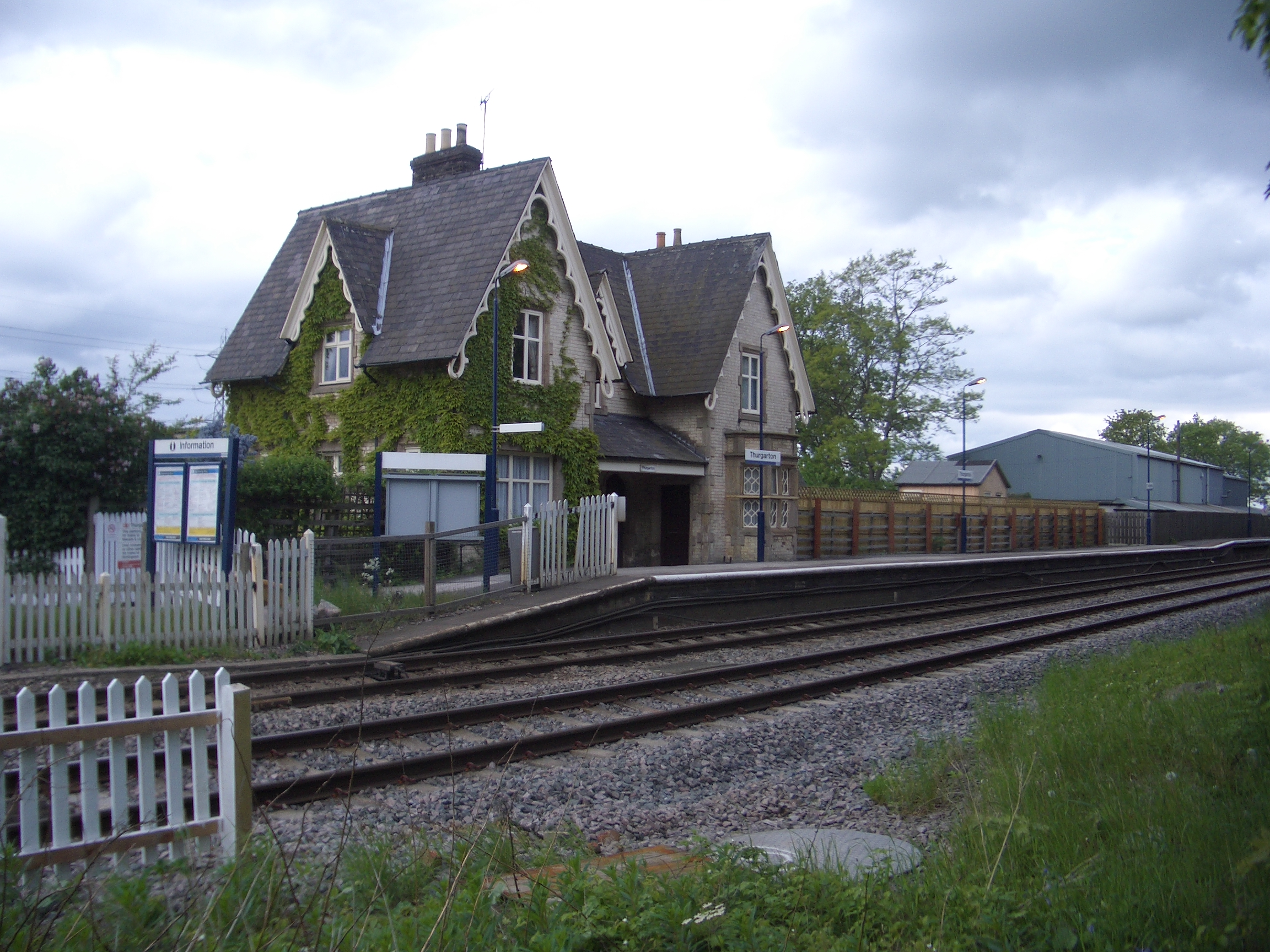
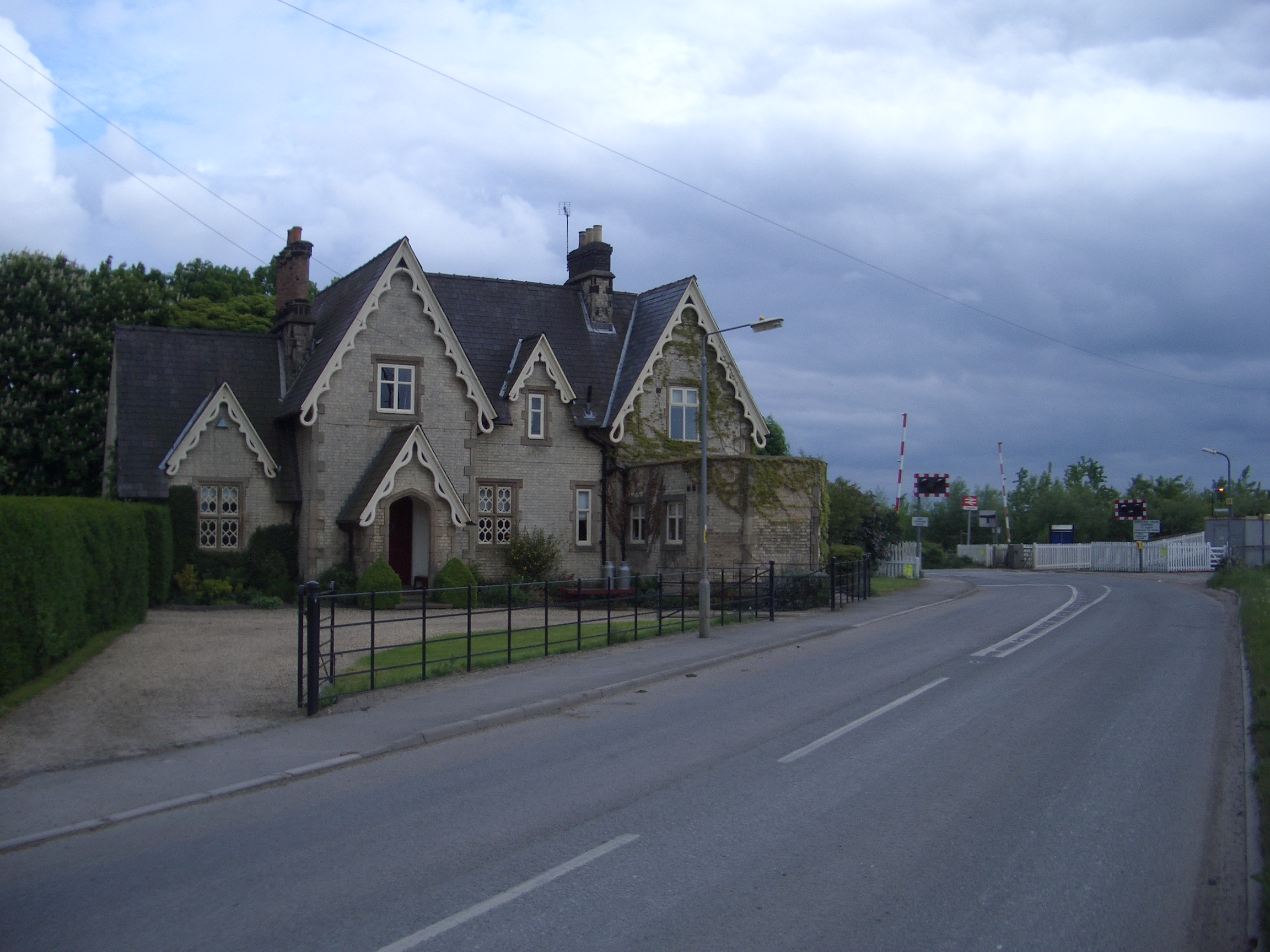
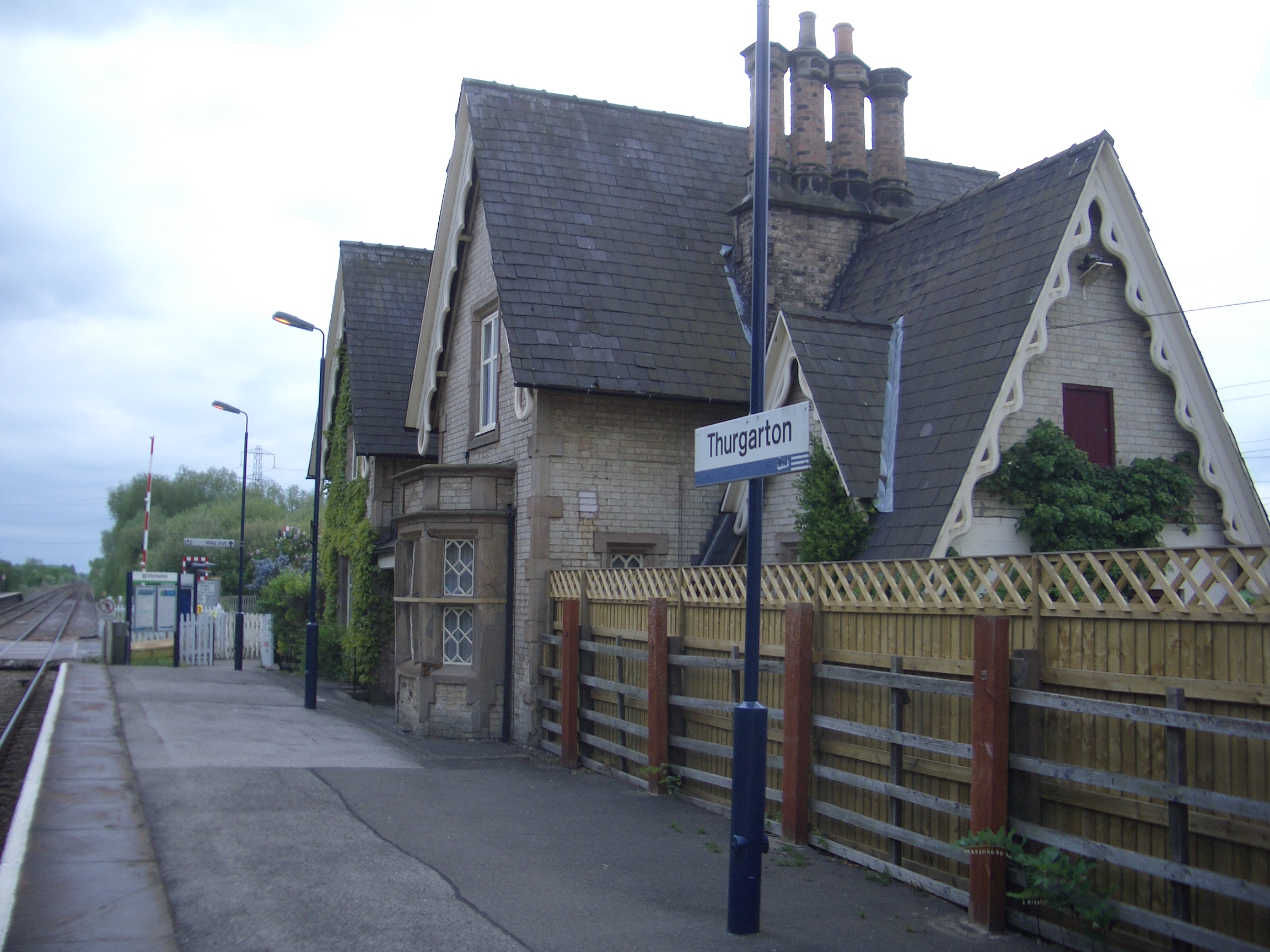